# مارلين ارين
مارلين ارين (بالإنجليزية: Marilyn Warren) هي قاضية ومحامية في القضاء العالي أسترالية، ولدت في 1951 في ملبورن في أستراليا.